# Richard Jouve
Richard Jouve  (* 25. Oktober 1994 in Briançon) ist ein französischer Skilangläufer.

## Werdegang
Jouve, der für den Club des Sports de Méribel startet, nahm bis 2014 an Juniorenwettbewerben des Alpencups teil, bei den er in der Saison 2013/14 den ersten Platz in der U20 Gesamtwertung belegte. Im Januar 2012 kam er bei den Olympischen Jugend-Winterspielen in Innsbruck auf den 24. Platz im Sprint und den 23. Rang  über 10 km klassisch. Bei den Nordischen Junioren-Skiweltmeisterschaften 2014 im Val di Fiemme gewann er Silber mit der Staffel. Zu Beginn der Saison 2014/15 nahm er beim Alpencup teil. Durch gute Resultate startete er erstmals im Januar 2015 in Otepää im Weltcup. Dabei erreichte er den 49. Platz im Sprint. Im Februar 2015 errang er bei den Nordischen Junioren-Skiweltmeisterschaften 2015 in Almaty  den vierten Platz im Sprint. Im selben Monat holte er in Östersund mit dem 19. Platz im Sprint seine ersten Weltcuppunkte. Bei den Nordischen Skiweltmeisterschaften 2015 in Falun kam er auf den 33. Platz im Sprint. Im März 2015 erreichte er in Lahti mit dem dritten Platz in Sprint seine erste Weltcuppodestplatzierung. Die Saison beendete er auf dem siebten Platz in der U23-Wertung und dem vierten Rang in der Gesamtwertung des Alpencups. Nachdem Plätzen 29 und 49 zu Beginn der Saison 2015/16 bei Sprintweltcups in Davos und Toblach, wurde er im Januar 2016 beim Alpencup in Planica Zweiter über 15 km klassisch. Dort kam er eine Woche später beim Weltcup im Sprint und zusammen mit Valentin Chauvin im Teamsprint jeweils auf den dritten Platz. Im folgenden Monat errang er bei den U23-Weltmeisterschaften in Rasnov den siebten Platz über 15 km klassisch und den fünften Rang im Sprint. Zum Saisonende belegte er den 45. Platz bei der Ski Tour Canada. Dabei kam er bei der Sprintetappe in Gatineau auf den zweiten Platz. Er erreichte den 39. Platz im Gesamtweltcup, den 16. Rang im Sprintweltcup und den dritten Platz in der U23-Wertung. In der Saison 2016/17 erreichte er im Weltcup vier Platzierungen in den Punkterängen, darunter Platz drei bei der Sprintetappe beim Weltcup-Finale in Québec. Bei den Nordischen Skiweltmeisterschaften 2017 in Lahti belegte er den 16. Platz im Sprint und zusammen mit Lucas Chanavat den 11. Rang im Teamsprint. In der folgenden Saison errang er mit fünf Top-Zehn-Platzierungen, den achten Platz im Sprintweltcup. Beim Saisonhöhepunkt, den Olympischen Winterspielen 2018 in Pyeongchang, belegte er den 16. Platz im Sprint und holte zusammen mit Maurice Manificat die Bronzemedaille im Teamsprint.
Zu Beginn der Saison 2018/19, siegte Jouve im Sprint beim Alpencup in Valdidentro und errang bei der Tour de Ski Sprintetappe in Toblach den zweiten Platz. Beim Saisonhöhepunkt, den Nordischen Skiweltmeisterschaften 2019 in Seefeld in Tirol gewann er die Bronzemedaille mit der Staffel. Zudem wurde er dort Fünfter zusammen mit Lucas Chanavat im Teamsprint und Vierter im Sprint. Zum Saisonende errang er in Drammen den dritten Platz im Sprint und beim Weltcupfinale in Québec den 25. Platz und erreichte damit den 27. Platz im Gesamtweltcup und den neunten Rang im Sprintweltcup. In der Saison 2019/20 kam er mit fünf Top-Zehn-Platzierungen im Sprint, darunter Platz drei in Ruka und Lenzerheide, auf den 33. Platz im Gesamtweltcup und auf den 11. Rang im Sprintweltcup. Nach Platz 65 beim Ruka Triple zu Beginn der Saison 2020/21, kam er in Dresden auf den zweiten Platz im Teamsprint und bei der Tour de Ski 2021, die er auf den 45. Platz beendete, auf den dritten Platz im Sprint im Val Müstair und erreichte zum Saisonende den 27. Platz im Gesamtweltcup und den sechsten Rang im Sprintweltcup. Beim Saisonhöhepunkt, den Nordischen Skiweltmeisterschaften 2021 in Oberstdorf, wurde er Siebter im Sprint und Vierter zusammen mit Lucas Chanavat im Teamsprint. In der Saison 2021/22 holte er bei den Sprints in Drammen und Falun seine ersten Weltcupsiege. Zudem errang er zwei dritte Plätze und einen zweiten Platz und gewann damit den Sprintweltcup. Im Gesamtweltcup wurde er Vierter. Bei den Olympischen Winterspielen 2022 in Peking holte er die Bronzemedaille mit der Staffel. Außerdem belegte er dort den 49. Platz über 15 km klassisch und jeweils den siebten Rang im Sprint sowie Teamsprint.

## Erfolge

### Siege bei Weltcuprennen

#### Weltcupsiege im Einzel
| Nr. | Datum            | Ort         | Disziplin               |
| --- | ---------------- | ----------- | ----------------------- |
| 1.  | 3. März 2022     | Drammen     | 1,2 km Sprint klassisch |
| 2.  | 11. März 2022    | Falun       | 1,4 km Sprint klassisch |
| 3.  | 9. Dezember 2022 | Beitostølen | 1,3 km Sprint klassisch |
| 4.  | 28. Januar 2023  | Les Rousses | 1,3 km Sprint klassisch |

#### Weltcupsiege im Team
| Nr. | Datum           | Ort     | Disziplin                        |
| --- | --------------- | ------- | -------------------------------- |
| 1.  | 22. Januar 2023 | Livigno | 6 × 1,2 km Teamsprint Freistil 1 |

### Siege bei Continental-Cup-Rennen
| Nr. | Datum             | Ort         | Disziplin        | Serie    |
| --- | ----------------- | ----------- | ---------------- | -------- |
| 1.  | 28. Februar 2015  | Rogla       | Sprint Freistil  | Alpencup |
| 2.  | 13. März 2015     | Chamonix    | 3,3 km klassisch | Alpencup |
| 3.  | 21. Dezember 2018 | Valdidentro | Sprint Freistil  | Alpencup |

## Teilnahmen an Weltmeisterschaften und Olympischen Winterspielen

### Olympische Spiele
- 2018 Pyeongchang: 3. Platz Teamsprint Freistil, 16. Platz Sprint klassisch
- 2022 Peking: 3. Platz Staffel, 7. Platz Teamsprint klassisch, 7. Platz Sprint Freistil, 49. Platz 15 km klassisch

### Nordische Skiweltmeisterschaften
- 2015 Falun: 33. Platz Sprint klassisch
- 2017 Lahti: 11. Platz Teamsprint klassisch, 16. Platz Sprint Freistil
- 2019 Seefeld in Tirol: 3. Platz Staffel, 4. Platz Sprint Freistil, 5. Platz Teamsprint klassisch
- 2021 Oberstdorf: 4. Platz Teamsprint Freistil, 7. Platz Sprint klassisch
- 2023 Planica: 3. Platz Teamsprint Freistil, 4. Platz Staffel, 14. Platz Sprint klassisch
- 2025 Trondheim: 5. Platz Teamsprint klassisch, 8. Platz Sprint Freistil

## Platzierungen im Weltcup

### Weltcup-Statistik
Die Tabelle zeigt die erreichten Platzierungen im Einzelnen.
- 1.–3. Platz: Anzahl der Podiumsplatzierungen
- Top 10: Anzahl der Platzierungen unter den ersten zehn
- Punkteränge: Anzahl der Platzierungen innerhalb der Punkteränge
- Starts: Anzahl gelaufener Rennen in der jeweiligen Disziplin
- Hinweis: Bei den Distanzrennen erfolgt die Einordnung gemäß FIS.

| Platzierung               | Distanzrennen a | Distanzrennen a | Distanzrennen a | Distanzrennen a | Distanzrennen a | Skiathlon Verfolgung | Sprint | Etappen- rennen b | Gesamt | Team   | Team    |
| Platzierung               | ≤ 5 km          | ≤ 10 km         | ≤ 15 km         | ≤ 30 km         | > 30 km         | Skiathlon Verfolgung | Sprint | Etappen- rennen b | Gesamt | Sprint | Staffel |
| ------------------------- | --------------- | --------------- | --------------- | --------------- | --------------- | -------------------- | ------ | ----------------- | ------ | ------ | ------- |
| 1. Platz                  |                 |                 |                 |                 |                 |                      | 4      |                   | 4      | 1      |         |
| 2. Platz                  |                 |                 |                 |                 |                 |                      | 6      |                   | 6      | 2      |         |
| 3. Platz                  |                 |                 |                 |                 |                 |                      | 10     |                   | 10     | 2      |         |
| Top 10                    |                 |                 | 1               |                 |                 |                      | 50     |                   | 51     | 13     | 4       |
| Punkteränge               |                 | 8               | 6               | 6               |                 | 5                    | 79     | 1                 | 105    | 14     | 5       |
| Starts                    |                 | 12              | 20              | 9               | 1               | 13                   | 92     | 5                 | 152    | 14     | 5       |
| Stand: Saisonende 2024/25 |                 |                 |                 |                 |                 |                      |        |                   |        |        |         |

### Weltcup-Gesamtplatzierungen
| Saison  | Gesamt | Gesamt | Distanz | Distanz | Sprint | Sprint |
| Saison  | Punkte | Platz  | Punkte  | Platz   | Punkte | Platz  |
| ------- | ------ | ------ | ------- | ------- | ------ | ------ |
| 2014/15 | 72     | 76.    | -       | -       | 72     | 34.    |
| 2015/16 | 174    | 39.    | 5       | 86.     | 169    | 16.    |
| 2016/17 | 100    | 64.    | -       | -       | 100    | 24.    |
| 2017/18 | 206    | 33.    | -       | -       | 206    | 8.     |
| 2018/19 | 303    | 27.    | 7       | 91.     | 284    | 9.     |
| 2019/20 | 213    | 33.    | -       | -       | 213    | 11.    |
| 2020/21 | 237    | 27.    | 18      | 63.     | 214    | 6.     |
| 2021/22 | 614    | 4.     | 46      | 43.     | 568    | 1.     |
| 2022/23 | 934    | 11.    | 167     | 50.     | 767    | 6.     |
| 2023/24 | 804    | 25.    | 271     | 40.     | 533    | 14.    |
| 2024/25 | 496    | 27.    | 107     | 67.     | 389    | 14.    |